# Tjeckoslovakien i olympiska sommarspelen 1968
Tjeckoslovakien deltog med 121 deltagare vid de olympiska sommarspelen 1968 i Mexico City. Totalt vann de sju guldmedaljer, två silvermedaljer och fyra bronsmedaljer.

## Medaljer

### Guld
- Věra Čáslavská - Gymnastik, mångkamp.
- Věra Čáslavská - Gymnastik, hopp.
- Věra Čáslavská - Gymnastik, barr.
- Věra Čáslavská - Gymnastik, fristående.
- Miloslava Rezková - Friidrott, höjdhopp.
- Jan Kůrka - Skytte, 50 meter gevär, liggande.
- Milena Duchková - Simhopp, höga hopp.

### Silver
- Věra Čáslavská, Marianna Krajčírová, Jana Kubičková, Hana Lišková, Bohumila Řimnáčová och Miroslava Skleničková - Gymnastik, mångkamp.
- Věra Čáslavská - Gymnastik, bom.

### Brons
- Ludvík Daněk - Friidrott, diskuskastning.
- Miroslav Zeman - Brottning, flugvikt.
- Petr Kment - Brottning, tungvikt.
- Bohumil Golián, Antonín Procházka, Petr Kop, Jiří Svoboda, Josef Musil, Lubomir Zajisek, Josef Smolka, Vladimir Petlak, Frantisek Sokol, Zdenek Groessel, Pavel Schenk och Drahomir Koudelka - Volleyboll.